# Henryk Wittig
Henryk Wittig (ur. 29 czerwca 1941 w Poznaniu, zm. 2 stycznia 1998 w Kilonii) – polski piłkarz grający na pozycji bramkarza.

## Życiorys
W barwach poznańskiego Lecha w pierwszej i drugiej lidze rozegrał łącznie 95 spotkań.
Trener m.in. rezerw Lecha, asystent, a także trener takich klubów jak Chojniczanka Chojnice, Goplania Inowrocław, Lechia Zielona Góra.
Koordynator szkolenia juniorów PZPN w latach 1976–1978